# Walidator
Walidator – program sprawdzający poprawność dokumentu o określonej składni. Walidatory stały się na tyle popularną usługą, że niektóre z nich ewoluowały w multiwalidatory przeprowadzające kilka wariantów walidacji jednocześnie.

## Walidator składni
Sprawdzanie składni dokumentu najczęściej obejmuje dokumenty w formatach przeznaczonych do użytku w Internecie i może dotyczyć:
| Zakres              | Warunek                                                                                           | Przykłady              |
| ------------------- | ------------------------------------------------------------------------------------------------- | ---------------------- |
| Całego dokumentu    | Gdy poprawność jego wycinka nie gwarantuje, że zostanie on właściwie osadzony w reszcie dokumentu | Atom, HTML, XHTML, RSS |
| Fragmentu dokumentu | Gdy poprawna sekcja dokumentu może stanowić osobny dokument                                       | CSS                    |

## Walidator znaczenia
W przypadku używanych w Internecie języków opisu treści istotną rolę pełni stosowanie elementów nadających odpowiednie znaczenie swojej zawartości. Istnieją skrypty usiłujące weryfikować także ten rodzaj poprawności dokumentu. Należy jednak pamiętać, że zastosowanie się do rezultatów powyższej walidacji nie zagwarantuje poprawności dokumentu, w najlepszym razie dostarczając wskazówek dotyczących ulepszenia jego struktury.